# Società Sportiva Calcio Napoli 2013-2014
Questa voce raccoglie le informazioni riguardanti la Società Sportiva Calcio Napoli nelle competizioni ufficiali della stagione 2013-2014.

## Stagione
La stagione 2013-2014 del Napoli è stata la 68ª in Serie A e la 72ª complessiva in massima serie. Il club partenopeo, inoltre, ha partecipato per la 4ª volta alla UEFA Champions League (la seconda dopo il cambio di formato e denominazione avvenuto nel 1992) e per la 26ª volta a una competizione europea.

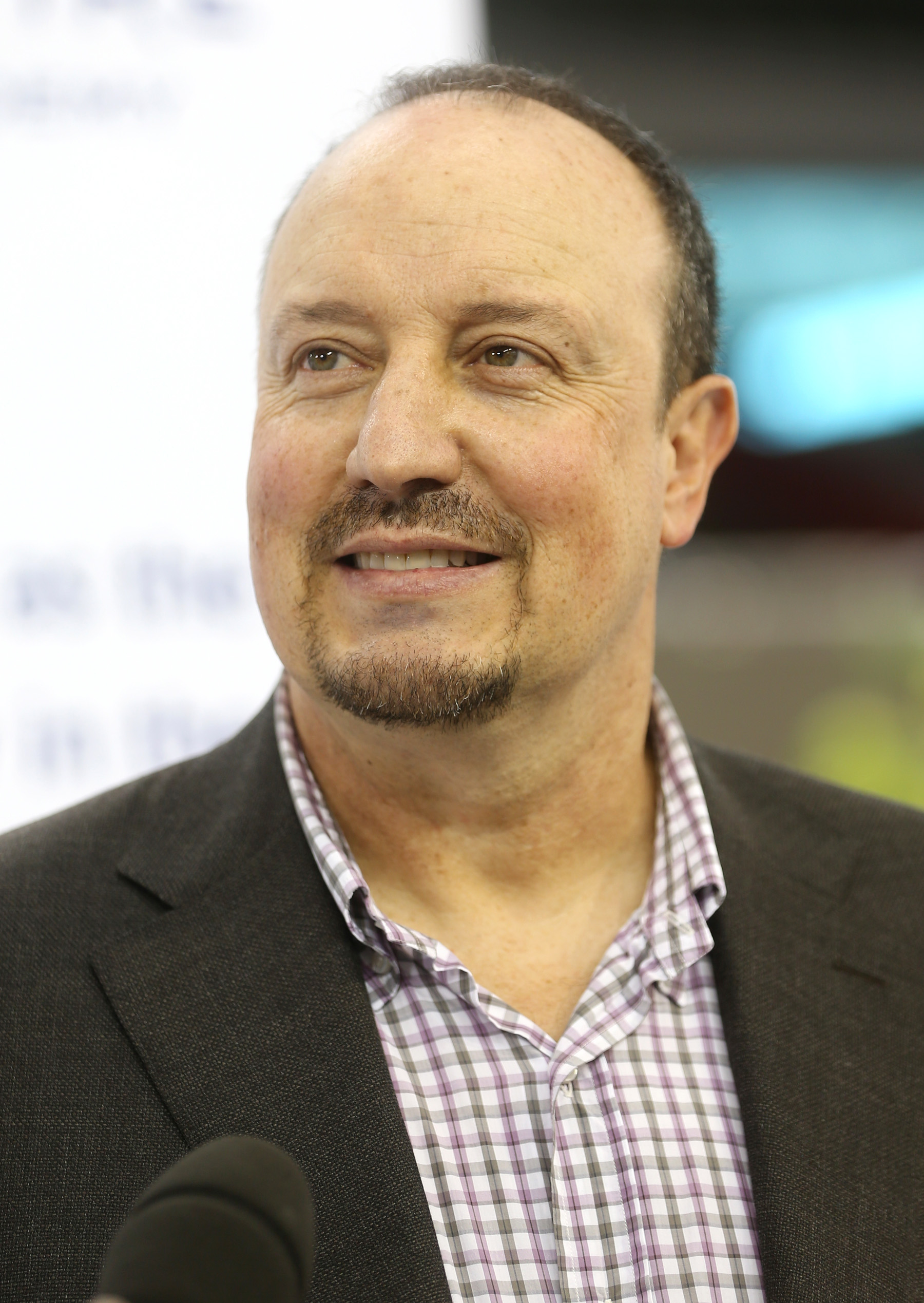
Rafael Benítez, nuovo allenatore del Napoli.

Conclusosi dopo quattro stagioni il rapporto contrattuale con l'allenatore Walter Mazzarri, il club azzurro lo rimpiazza con lo spagnolo Rafael Benítez, già tecnico di Liverpool, Inter e Chelsea, ed in seguito al Real Madrid. Viene coadiuvato da uno staff tecnico composto da Fabio Pecchia in qualità di allenatore in seconda, Xavi Valero come preparatore dei portieri, Francisco de Miguel Moreno e Corrado Saccone - quest'ultimo già nello staff tecnico della precedente gestione Mazzarri - come preparatori atletici e gli analisti Antonio Gómez Pérez (per la tattica) e Pedro Jiménez Campos (per le squadre avversarie).
La sede del ritiro precampionato è per il terzo anno consecutivo la città di Dimaro, in provincia di Trento, dove la squadra resta dal 13 al 26 luglio. Nelle due amichevoli ivi disputate, il Napoli supera 5-1 la Feralpisalò, squadra di Lega Pro Prima Divisione, quindi vince per 3-0 contro il Carpi, neo-promosso in Serie B. Il 29 luglio, nella prima uscita stagionale al San Paolo, gli azzurri si impongono per 3-1 sui turchi del Galatasaray nell'Acqua Lete Cup. In seguito (3-4 agosto) i partenopei disputano l'Emirates Cup pareggiando 2-2 con i padroni di casa dell'Arsenal e perdendo 3-1 contro il Porto. Negli ultimi impegni del precampionato, il 9 agosto il Napoli vince la MSC Crociere Cup battendo il Benfica per 2-1, partita durante la quale il neo-acquisto Gonzalo Higuaín realizza il suo primo gol con la casacca azzurra, mentre il 14 agosto, con sedici giocatori impegnati con le rispettive nazionali, perde 1-0 contro il Cesena.
La stagione ufficiale si apre il 25 agosto con la prima di campionato al San Paolo contro il Bologna, nella quale il Napoli si impone per 3-0. Il 31 agosto, con la vittoria per 4-2 sul campo del Chievo, il Napoli raggiunge il traguardo dei 2.500 punti nella Classifica perpetua della Serie A dal 1929. Seguono altre due vittorie contro Atalanta e Milan e alla 4ª giornata il Napoli condivide la testa della classifica con la Roma, perdendo poi contatto con i giallorossi dopo il seguente pareggio interno (1-1) contro il neopromosso Sassuolo, cui fanno seguito altre due vittorie contro Genoa e Livorno. La prima sconfitta arriva all'ottava di campionato proprio in casa della Roma capolista (0-2), autrice di 10 vittorie nelle prime 10 giornate, con il Napoli che resta appaiato alla Juventus a -5 dai giallorossi. Seguono tre vittorie consecutive contro Torino, Fiorentina e Catania, quindi gli azzurri ne perdono due di fila contro Juventus (0-3 a Torino) e Parma (0-1 a Napoli), scivolando al terzo posto a -6 dai bianconeri, capolisti in solitaria dalla 13ª giornata. Il Napoli raccoglie otto punti nelle successive quattro gare e la distanza dalla Juventus aumenta a dieci lunghezze prima della sosta natalizia. In avvio di 2014, con le vittorie contro Sampdoria e Verona, i partenopei chiudono il girone d'andata al terzo posto con 42 punti (a -2 dalla Roma e a -10 dalla Juventus), miglior risultato di sempre nei tornei di massima serie a venti squadre.

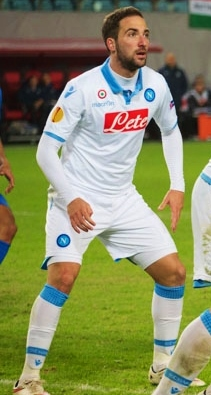
Gonzalo Higuaín, capocannoniere stagionale del Napoli con 24 reti.

Il girone di Champions League vede i partenopei confrontarsi con Arsenal, Borussia Dortmund e Olympique Marsiglia. Il Napoli vince entrambe le gare con i francesi (2-1 a Marsiglia e 3-2 a Napoli) e supera Borussia Dortmund (2-1) e Arsenal (2-0) al San Paolo, chiudendo il girone a 12 punti a pari merito con tedeschi e inglesi che si qualificano agli ottavi di finale in virtù della classifica avulsa, avendo la differenza reti a favore, mentre il Napoli va invece ai sedicesimi di Europa League.
In Coppa Italia il Napoli supera i turni in gara unica disputati in casa contro Atalanta (ottavi di finale, vittoria per 3-1) e Lazio (quarti, 1-0), garantendosi l'accesso alla semifinale con la Roma: sconfitto per 3-2 nella gara di andata allo Stadio Olimpico, giocata il 5 febbraio, una settimana dopo ribalta il risultato imponendosi per 3-0 nel ritorno al San Paolo, approdando così in finale contro la Fiorentina.
Il girone di ritorno si apre con due pareggi (2-2 a Bologna e 1-1 interno contro il Chievo) e una sconfitta (3-0) a Bergamo contro l'Atalanta, con gli azzurri che perdono contatto con le prime due della graduatoria. Il Napoli tiene a distanza le inseguitrici (Fiorentina e Inter) grazie anche a vittorie come il 3-1 sul Milan, l'1-0 sulla Roma e il 2-0 sulla Juventus.
Il cammino in Europa League si conclude agli ottavi di finale: dopo aver eliminato i gallesi dello Swansea City nei sedicesimi di finale, il club partenopeo cede nel turno successivo contro il Porto (1-0 per i lusitani nell'andata in Portogallo e 2-2 nel ritorno al San Paolo).
Il 3 maggio il Napoli vince la quinta Coppa Italia della sua storia, superando per 3-1 la Fiorentina nella finale unica giocata allo Stadio Olimpico di Roma, con il tecnico Rafael Benítez che si conferma vincente nella stagione d'esordio come già accaduto alla guida di Valencia, Liverpool, Inter e Chelsea. Gli azzurri chiudono quindi il campionato con tre vittorie ai danni di Cagliari (3-0), Sampdoria (5-2 a Genova) e Verona (5-1), terminando al terzo posto con 78 punti e qualificandosi ai play-off di Champions League.

## Divise e sponsor
La Macron fornisce il materiale tecnico per la quinta stagione consecutiva. Anche quest'anno sono due gli sponsor che compaiono sulle divise partenopee: al marchio Acqua Lete, giunto alla nona stagione da partner ufficiale degli azzurri, si affianca per la terza stagione di fila quello di MSC Crociere limitatamente alle gare di campionato, poiché nelle competizioni internazionali è consentito esibire un solo sponsor sulla maglia. 
La divisa principale comprende la tradizionale maglia azzurra, con pantaloncini bianchi e calzettoni azzurri; la divisa da trasferta è in un inedito tema mimetico verde, con bordi azzurri; la terza divisa, infine, è costituita da un completo giallo, con maglia corredata da bordi e banda trasversale azzurra. A gennaio viene presentata una quarta divisa, a tema mimetico giallo-azzurro su sfondo verde, mentre ad aprile è presentata la maglia utilizzata solo nella finale di Coppa Italia contro la Fiorentina, con maggiore presenza del bianco su colletto e maniche, numeri dorati e un ricamo celebrativo.
| Casa | Trasferta | Terza divisa | Quarta divisa | Finale Coppa Italia | 1ª Portiere | 2ª Portiere | 3ª Portiere |

## Organigramma societario
Dal sito ufficiale del Napoli.
Area direttiva
- Presidente: Aurelio De Laurentiis
- Vicepresidenti: Jacqueline Marie Baudit ed Edoardo De Laurentiis
- Consigliere: Valentina De Laurentiis
- Consigliere delegato: Andrea Chiavelli

Area comunicazione
- Direttore area comunicazione: Nicola Lombardo
- Addetto stampa: Guido Baldari

Area marketing
- Head of operations, sales & marketing: Alessandro Formisano

Area organizzativa
- Direttore amministrativo: Laura Belli
- Direttore processi amministrativi e compliance: Antonio Saracino
- Segretario: Alberto Vallefuoco

Area tecnica
- Direttore Sportivo: Riccardo Bigon
- Team manager: Giovanni Paolo De Matteis
- Responsabile settore scouting: Maurizio Micheli
- Coordinatore settore scouting: Marco Zunino
- Capo Osservatori: Leonardo Mantovani
- Allenatore: Rafael Benítez
- Allenatore in 2ª: Fabio Pecchia
- Preparatori atletici: Francisco de Miguel Moreno e Corrado Saccone
- Preparatore dei portieri: Xavi Valero
- Analisti: Antonio Gómez Pérez e Pedro Jiménez Campos

Area sanitaria
- Settore sanitario: Dott. Alfonso De Nicola
- Fisiatra: Dott. Enrico D'Andrea
- Medico dello sport: Dott. Raffaele Canonico
- Fisioterapisti: Giovanni D'Avino e Agostino Santaniello
- Riabilitatore: Rosario D'Onofrio
- Massaggiatore: Marco Di Lullo

## Rosa
Rosa e numerazione aggiornate al 30 marzo 2014.
| N. |                       | Ruolo | Calciatore                       |
| -- | --------------------- | ----- | -------------------------------- |
| 1  | Brasile (bandiera)    | P     | Rafael                           |
| 2  | Francia (bandiera)    | D     | Anthony Réveillère               |
| 3  | Brasile (bandiera)    | D     | Bruno Uvini                      |
| 4  | Brasile (bandiera)    | D     | Henrique                         |
| 5  | Uruguay (bandiera)    | D     | Miguel Ángel Britos              |
| 7  | Spagna (bandiera)     | A     | José María Callejón              |
| 8  | Brasile (bandiera)    | C     | Jorginho                         |
| 9  | Argentina (bandiera)  | A     | Gonzalo Higuaín                  |
| 11 | Italia (bandiera)     | C     | Christian Maggio (vice capitano) |
| 13 | Italia (bandiera)     | C     | Davide Bariti                    |
| 14 | Belgio (bandiera)     | A     | Dries Mertens                    |
| 15 | Italia (bandiera)     | P     | Roberto Colombo                  |
| 16 | Italia (bandiera)     | C     | Giandomenico Mesto               |
| 17 | Slovacchia (bandiera) | C     | Marek Hamšík (capitano)          |
| 18 | Colombia (bandiera)   | C     | Juan Camilo Zúñiga               |

| N. |                               | Ruolo | Calciatore                 |
| -- | ----------------------------- | ----- | -------------------------- |
| 19 | Macedonia del Nord (bandiera) | A     | Goran Pandev               |
| 20 | Svizzera (bandiera)           | C     | Blerim Džemaili            |
| 21 | Argentina (bandiera)          | D     | Federico Fernández         |
| 22 | Croazia (bandiera)            | C     | Josip Radošević            |
| 24 | Italia (bandiera)             | A     | Lorenzo Insigne            |
| 25 | Spagna (bandiera)             | P     | José Manuel Reina          |
| 27 | Colombia (bandiera)           | D     | Pablo Armero               |
| 28 | Italia (bandiera)             | D     | Paolo Cannavaro (capitano) |
| 31 | Algeria (bandiera)            | D     | Faouzi Ghoulam             |
| 33 | Spagna (bandiera)             | D     | Raúl Albiol                |
| 80 | Spagna (bandiera)             | P     | Toni Doblas                |
| 85 | Svizzera (bandiera)           | C     | Valon Behrami              |
| 88 | Svizzera (bandiera)           | C     | Gökhan Inler               |
| 91 | Colombia (bandiera)           | A     | Duván Zapata               |
| 95 | Polonia (bandiera)            | D     | Igor Łasicki               |

## Calciomercato

### Sessione estiva(dall'1/7 al 2/9)
| Acquisti         | Acquisti            | Acquisti         | Acquisti                                 |
| R.               | Nome                | da               | Modalità                                 |
| ---------------- | ------------------- | ---------------- | ---------------------------------------- |
| P                | Rafael              | Santos           | definitivo (5,2 milioni €)               |
| P                | José Manuel Reina   | Liverpool        | prestito                                 |
| D                | Raúl Albiol         | Real Madrid      | definitivo (11,368 milioni €)            |
| D                | Federico Fernández  | Getafe           | fine prestito                            |
| D                | Bruno Uvini         | Siena            | fine prestito                            |
| C                | Davide Bariti       | Avellino         | fine prestito                            |
| A                | José María Callejón | Real Madrid      | definitivo (8,889 milioni €)             |
| A                | Gonzalo Higuaín     | Real Madrid      | definitivo (38 milioni €)                |
| A                | Dries Mertens       | PSV              | definitivo (9,55 milioni €)              |
| A                | Duván Zapata        | Estudiantes (LP) | definitivo (7,623 milioni €)             |
| Altre operazioni |                     |                  |                                          |
| R.               | Nome                | da               | Modalità                                 |
| P                | Salvatore Capotosto | Avellino         | fine prestito                            |
| P                | Luigi Sepe          | Pisa             | fine prestito                            |
| D                | Francesco Bruno     | Foligno          | fine prestito                            |
| D                | Ignacio Fideleff    | Maccabi Tel Aviv | risoluzione prestito                     |
| C                | Pablo Armero        | Udinese          | riscatto compartecipazione (1 milioni €) |
| C                | Carlo Colella       | Casale           | fine prestito                            |
| C                | Jacopo Dezi         | Barletta         | fine prestito                            |
| C                | Andrea Dossena      | Palermo          | fine prestito                            |
| C                | Omar El Kaddouri    | Brescia          | risol. compartecipazione (0,5 milioni €) |
| C                | Ivano Fabris        | Bastia           | fine prestito                            |
| C                | Walter Gargano      | Inter            | fine prestito                            |
| C                | Walter Guerra       | Viareggio        | fine prestito                            |
| C                | Raffaele Maiello    | Crotone          | fine prestito                            |
| C                | Andrea Mazzarani    | Modena           | fine prestito                            |
| C                | Josip Radošević     | Hajduk Spalato   | riscatto cartellino                      |
| C                | Mario Santana       | Torino           | fine prestito                            |
| C                | Luigi Vitale        | Ternana          | fine prestito                            |
| A                | Emanuele Calaiò     | Siena            | riscatto cartellino                      |
| A                | Cristian Chávez     | Almirante Brown  | fine prestito                            |
| A                | Camillo Ciano       | Crotone          | fine prestito                            |
| A                | Erwin Hoffer        | Kaiserslautern   | fine prestito                            |
| A                | Miguel Medina       | Udinese          | fine prestito                            |

| Cessioni         | Cessioni               | Cessioni            | Cessioni                                     |
| R.               | Nome                   | a                   | Modalità                                     |
| ---------------- | ---------------------- | ------------------- | -------------------------------------------- |
| P                | Morgan De Sanctis      | Roma                | definitivo (0,5 milioni €)                   |
| P                | Antonio Rosati         | Sassuolo            | prestito                                     |
| D                | Hugo Campagnaro        |                     | svincolato                                   |
| D                | Alessandro Gamberini   | Genoa               | prestito                                     |
| D                | Gianluca Grava         |                     | fine carriera                                |
| D                | Leandro Rinaudo        |                     | svincolato                                   |
| D                | Rolando                | Porto               | fine prestito                                |
| C                | Marco Donadel          | Verona              | prestito                                     |
| C                | Omar El Kaddouri       | Torino              | prestito                                     |
| A                | Emanuele Calaiò        | Genoa               | prestito                                     |
| A                | Edinson Cavani         | Paris Saint-Germain | definitivo (67,894 milioni €)                |
| Altre operazioni |                        |                     |                                              |
| R.               | Nome                   | a                   | Modalità                                     |
| P                | Salvatore Capotosto    |                     | svincolato                                   |
| P                | Diamante Crispino      | Como                | prestito                                     |
| P                | Luigi Sepe             | Virtus Lanciano     | prestito                                     |
| D                | Emanuele Allegra       | Virtus Entella      | prestito                                     |
| D                | Francesco Bruno        |                     | svincolato                                   |
| D                | Daniele Celiento       | Viareggio           | prestito                                     |
| D                | Andrea Di Mattia       | Spezia              | fine prestito                                |
| D                | Pasquale Di Stasio     | Virtus Carano       | fine prestito                                |
| D                | Daniele Donnarumma     | Como                | rinnovo prestito                             |
| D                | Ignacio Fideleff       | Tigre               | prestito                                     |
| D                | Armando Izzo           | Avellino            | rinnovo compartecipazione                    |
| D                | Giuseppe Nicolao       | Virtus Lanciano     | prestito                                     |
| D                | Fabiano Santacroce     | Parma               | risol. compartecipazione                     |
| D                | Francesco Savarise     |                     | svincolato                                   |
| D                | Pierfrancesco Zambrano | Benevento           | definitivo                                   |
| C                | Luca Cigarini          | Atalanta            | riscatto compartecipazione (2,375 milioni €) |
| C                | Carlo Colella          |                     | svincolato                                   |
| C                | Francesco Del Bono     | Juve Stabia         | definitivo                                   |
| C                | Jacopo Dezi            | Crotone             | prestito                                     |
| C                | Andrea Dossena         | Sunderland          | definitivo                                   |
| C                | Ivano Fabris           |                     | svincolato                                   |
| C                | Giuseppe Fornito       | Pescara             | prestito                                     |
| C                | Walter Gargano         | Parma               | prestito                                     |
| C                | Vincenzo Gatto         | Aversa Normanna     | risol. compartecipazione                     |
| C                | Walter Guerra          |                     | svincolato                                   |
| C                | Giuseppe Iuliano       | Pro Patria          | risol. compartecipazione                     |
| C                | Gianluca La Gatta      | Juve Stabia         | definitivo                                   |
| C                | Simone La Torre        |                     | svincolato                                   |
| C                | Raffaele Maiello       | Ternana             | prestito                                     |
| C                | Daniele Mannini        | Siena               | risol. compartecipazione                     |
| C                | Andrea Mazzarani       | Udinese             | risol. compartecipazione                     |
| C                | Giuseppe Palma         | Vicenza             | prestito                                     |
| C                | Mario Santana          | Genoa               | definitivo                                   |
| C                | Mario Sgambato         | Vicenza             | risol. compartecipazione                     |
| C                | Luigi Vitale           | Juve Stabia         | prestito                                     |
| A                | Vincenzo Barone        | Virtus Lanciano     | definitivo                                   |
| A                | Cristian Chávez        | PAS Giannina        | definitivo                                   |
| A                | Camillo Ciano          | Padova              | prestito                                     |
| A                | Alessandro De Vena     | Viareggio           | rinnovo compartecipazione                    |
| A                | Nicolao Dumitru        | Cittadella          | rinnovo prestito                             |
| A                | Erwin Hoffer           | Fortuna Düsseldorf  | definitivo (0,315 milioni €)                 |
| A                | Roberto Insigne        | Perugia             | prestito                                     |
| A                | Miguel Medina          | Udinese             | risol. compartecipazione                     |
| A                | Soma Novothny          | Paganese            | prestito                                     |
| A                | Pasquale Scielzo       |                     | svincolato                                   |
| A                | Simone Simeri          | Melfi               | risol. compartecipazione                     |

### Sessione invernale(dal 3/1 al 31/1)
| Acquisti         | Acquisti         | Acquisti        | Acquisti                           |
| R.               | Nome             | da              | Modalità                           |
| ---------------- | ---------------- | --------------- | ---------------------------------- |
| D                | Faouzi Ghoulam   | Saint-Étienne   | definitivo (5,25 milioni €)        |
| D                | Henrique         | Palmeiras       | definitivo (3,993 milioni €)       |
| C                | Jorginho         | Verona          | compartecipazione (4,5 milioni €)  |
| Altre operazioni |                  |                 |                                    |
| R.               | Nome             | da              | Modalità                           |
| P                | Mariano Andújar  | Catania         | compartecipazione (0,75 milioni €) |
| P                | Antonio Rosati   | Sassuolo        | risoluzione prestito               |
| D                | Emanuele Allegra | Virtus Entella  | risoluzione prestito               |
| D                | Giuseppe Nicolao | Virtus Lanciano | risoluzione prestito               |
| C                | Giuseppe Palma   | Vicenza         | risoluzione prestito               |
| A                | Camillo Ciano    | Padova          | risoluzione prestito               |
| A                | Nicolao Dumitru  | Cittadella      | risoluzione prestito               |
| A                | Eduardo Vargas   | Grêmio          | fine prestito                      |

| Cessioni         | Cessioni         | Cessioni     | Cessioni                         |
| R.               | Nome             | a            | Modalità                         |
| ---------------- | ---------------- | ------------ | -------------------------------- |
| D                | Paolo Cannavaro  | Sassuolo     | prestito con diritto di riscatto |
| C                | Pablo Armero     | West Ham Utd | prestito                         |
| Altre operazioni |                  |              |                                  |
| R.               | Nome             | a            | Modalità                         |
| P                | Mariano Andújar  | Catania      | prestito                         |
| P                | Antonio Rosati   | Fiorentina   | prestito                         |
| P                | Francesco Scarpa | Benevento    | definitivo                       |
| D                | Emanuele Allegra | Pavia        | prestito                         |
| D                | Aniello Cretella | Juve Stabia  | prestito                         |
| D                | Giuseppe Nicolao | Viareggio    | prestito                         |
| C                | Giuseppe Palma   | Paganese     | prestito                         |
| A                | Camillo Ciano    | Avellino     | prestito                         |
| A                | Domenico Cuomo   | Juve Stabia  | prestito                         |
| A                | Nicolao Dumitru  | Reggina      | prestito                         |
| A                | Eduardo Vargas   | Valencia     | prestito                         |

### Operazioni esterne alle sessioni
| Acquisti | Acquisti           | Acquisti | Acquisti   |
| R.       | Nome               | da       | Modalità   |
| -------- | ------------------ | -------- | ---------- |
| P        | Toni Doblas        |          | svincolato |
| D        | Anthony Réveillère |          | svincolato |

| Cessioni | Cessioni    | Cessioni | Cessioni |
| R.       | Nome        | a        | Modalità |
| -------- | ----------- | -------- | -------- |
| D        | Bruno Uvini | Santos   | prestito |

## Risultati

### Serie A

#### Girone di andata
| Arbitro: | De Marco (Chiavari) |

|                                |           |  |
| Callejón 32’ Hamšík 45+2’, 63’ | Marcatori |  |

| Arbitro: | Valeri (Roma) |

|                   |           |                                          |
| Paloschi 24’, 40’ | Marcatori | 13’, 64’ Hamšík 27’ Callejón 70’ Higuaín |

| Arbitro: | Rocchi (Firenze) |

|                          |           |  |
| Higuaín 71’ Callejón 81’ | Marcatori |  |

| Arbitro: | Banti (Livorno) |

|                 |           |                       |
| Balotelli 90+1’ | Marcatori | 6’ Britos 53’ Higuaín |

| Arbitro: | Doveri (Roma) |

|              |           |          |
| Džemaili 15’ | Marcatori | 20’ Zaza |

| Arbitro: | Damato (Barletta) |

|  |           |                 |
|  | Marcatori | 14’, 25’ Pandev |

| Arbitro: | Bergonzi (Genova) |

|                                             |           |  |
| Pandev 3’ Inler 26’ Callejón 54’ Hamšík 83’ | Marcatori |  |

| Arbitro: | Orsato (Schio) |

|                          |           |  |
| Pjanić 45+4’, 71’ (rig.) | Marcatori |  |

| Arbitro: | De Marco (Chiavari) |

|                                |           |  |
| Higuaín 14’ (rig.), 32’ (rig.) | Marcatori |  |

| Arbitro: | Calvarese (Teramo) |

|                     |           |                          |
| G. Rossi 28’ (rig.) | Marcatori | 12’ Callejón 36’ Mertens |

| Arbitro: | Irrati (Pistoia) |

|                         |           |            |
| Callejón 15’ Hamšík 20’ | Marcatori | 25’ Castro |

| Arbitro: | Rocchi (Firenze) |

|                                 |           |  |
| Llorente 2’ Pirlo 74’ Pogba 80’ | Marcatori |  |

| Arbitro: | Mazzoleni (Bergamo) |

|  |           |             |
|  | Marcatori | 81’ Cassano |

| Arbitro: | Bergonzi (Genova) |

|                              |           |                                            |
| Behrami 25’ (aut.) Keita 88’ | Marcatori | 24’, 72’ Higuaín 50’ Pandev 90+1’ Callejón |

| Arbitro: | Gervasoni (Mantova) |

|                              |           |                                         |
| Pandev 38’, 41’ Džemaili 71’ | Marcatori | 45’ Heurtaux 70’ B. Fernandes 80’ Basta |

| Arbitro: | Tagliavento (Terni) |

|                                                  |           |                              |
| Higuaín 9’ Mertens 39’ Džemaili 41’ Callejón 81’ | Marcatori | 35’ Cambiasso 45+2’ Nagatomo |

| Arbitro: | Valeri (Roma) |

|         |           |                    |
| Nenê 9’ | Marcatori | 19’ (rig.) Higuaín |

| Arbitro: | Banti (Livorno) |

|                  |           |  |
| Mertens 53’, 62’ | Marcatori |  |

| Arbitro: | Doveri (Roma) |

|  |           |                                      |
|  | Marcatori | 27’ Mertens 72’ Insigne 76’ Džemaili |

#### Girone di ritorno
| Arbitro: | Damato (Barletta) |

|                  |           |                                 |
| Bianchi 37’, 90’ | Marcatori | 62’ (rig.) Higuaín 80’ Callejón |

| Arbitro: | Irrati (Pistoia) |

|            |           |           |
| Albiol 88’ | Marcatori | 18’ Sardo |

| Arbitro: | Rizzoli (Bologna) |

|                            |           |  |
| Denis 47’, 64’ Moralez 70’ | Marcatori |  |

| Arbitro: | Massa (Imperia) |

|                            |           |            |
| Inler 11’ Higuaín 56’, 82’ | Marcatori | 7’ Taarabt |

| Arbitro: | Calvarese (Teramo) |

|  |           |                          |
|  | Marcatori | 37’ Džemaili 55’ Insigne |

| Arbitro: | Banti (Livorno) |

|             |           |            |
| Higuaín 18’ | Marcatori | 84’ Calaiò |

| Arbitro: | Mazzoleni (Bergamo) |

|                  |           |                    |
| Reina 39’ (aut.) | Marcatori | 32’ (rig.) Mertens |

| Arbitro: | Rocchi (Firenze) |

|              |           |  |
| Callejón 81’ | Marcatori |  |

| Arbitro: | Doveri (Roma) |

|  |           |             |
|  | Marcatori | 90’ Higuaín |

| Arbitro: | Tagliavento (Terni) |

|  |           |             |
|  | Marcatori | 87’ Joaquín |

| Arbitro: | Massa (Imperia) |

|                        |           |                                           |
| Monzón 52’ Gyömbér 75’ | Marcatori | 16’, 43’ Zapata 25’ Callejón 40’ Henrique |

| Arbitro: | Orsato (Schio) |

|                          |           |  |
| Callejón 37’ Mertens 81’ | Marcatori |  |

| Arbitro: | Bergonzi (Genova) |

|            |           |  |
| Parolo 55’ | Marcatori |  |

| Arbitro: | Banti (Livorno) |

|                                            |           |                     |
| Mertens 41’ Higuaín 49’ (rig.), 67’, 90+4’ | Marcatori | 21’ Lulić 82’ Onazi |

| Arbitro: | Calvarese (Teramo) |

|                  |           |              |
| B. Fernandes 54’ | Marcatori | 39’ Callejón |

| Milano 26 aprile 2014, ore 20:45 CEST 35ª giornata | Inter             | 0 – 0 referto | Napoli | Stadio Giuseppe Meazza (47 119 spett.)\| Arbitro: \| Rizzoli (Bologna) \| |
| Arbitro:                                           | Rizzoli (Bologna) |               |        |                                                                           |

| Arbitro: | Ghersini (Genova) |

|                                            |           |  |
| Mertens 33’ (rig.) Pandev 43’ Džemaili 57’ | Marcatori |  |

| Arbitro: | Chiffi (Padova) |

|                      |           |                                                                   |
| Éder 30’ Wszołek 88’ | Marcatori | 19’ Zapata 27’ Insigne 32’ Callejón 47’ Hamšík 61’ (aut.) Mustafi |

| Arbitro: | Pairetto (Nichelino) |

|                                              |           |            |
| Callejón 5’ Zapata 13’, 25’ Mertens 62’, 77’ | Marcatori | 66’ Iturbe |

### Coppa Italia

#### Fase finale
| Arbitro: | De Marco (Chiavari) |

|                               |           |             |
| Callejón 15’, 80’ Insigne 72’ | Marcatori | 13’ De Luca |

| Arbitro: | Banti (Livorno) |

|             |           |  |
| Higuaín 82’ | Marcatori |  |

| Arbitro: | Bergonzi (Genova) |

|                                 |           |                                   |
| Gervinho 13’, 88’ Strootman 32’ | Marcatori | 47’ (aut.) De Sanctis 70’ Mertens |

| Arbitro: | Rocchi (Firenze) |

|                                       |           |  |
| Callejón 33’ Higuaín 48’ Jorginho 51’ | Marcatori |  |

| Arbitro: | Orsato (Schio) |

|            |           |                                |
| Vargas 28’ | Marcatori | 11’, 17’ Insigne 90+2’ Mertens |

### UEFA Champions League

#### Fase a gironi
| Arbitro: | Proença |

|                         |           |                   |
| Higuaín 29’ Insigne 67’ | Marcatori | 87’ (aut.) Zúñiga |

| Arbitro: | Mažić |

|                    |           |  |
| Özil 8’ Giroud 15’ | Marcatori |  |

| Arbitro: | Çakır |

|             |           |                         |
| A. Ayew 86’ | Marcatori | 42’ Callejón 67’ Zapata |

| Arbitro: | Karasëv |

|                            |           |                         |
| Inler 22’ Higuaín 24’, 75’ | Marcatori | 10’ A. Ayew 64’ Thauvin |

| Arbitro: | Velasco Carballo |

|                                                   |           |             |
| Reus 10’ (rig.) Błaszczykowski 60’ Aubameyang 78’ | Marcatori | 71’ Insigne |

| Arbitro: | Kassai |

|                            |           |  |
| Higuaín 73’ Callejón 90+3’ | Marcatori |  |

### UEFA Europa League

#### Fase a eliminazione diretta
| Swansea 20 febbraio 2014, ore 21:05 CET Sedicesimi di finale - Andata | Swansea City | 0 – 0 referto | Napoli | Liberty Stadium (20 500 spett.)\| Arbitro: \| Bebek \| |
| Arbitro:                                                              | Bebek        |               |        |                                                        |

| Arbitro: | Hațegan |

|                                     |           |               |
| Insigne 17’ Higuaín 78’ Inler 90+3’ | Marcatori | 30’ de Guzmán |

| Arbitro: | Královec |

|              |           |  |
| Martínez 57’ | Marcatori |  |

| Arbitro: | Atkinson |

|                         |           |                         |
| Pandev 21’ Zapata 90+2’ | Marcatori | 69’ Ghilas 76’ Quaresma |

## Statistiche finali

### Statistiche di squadra
| Competizione          | Punti | In casa | In casa | In casa | In casa | In casa | In casa | In trasferta | In trasferta | In trasferta | In trasferta | In trasferta | In trasferta | Totale | Totale | Totale | Totale | Totale | Totale | DR  |
| Competizione          | Punti | G       | V       | N       | P       | Gf      | Gs      | G            | V            | N            | P            | Gf           | Gs           | G      | V      | N      | P      | Gf     | Gs     | DR  |
| --------------------- | ----- | ------- | ------- | ------- | ------- | ------- | ------- | ------------ | ------------ | ------------ | ------------ | ------------ | ------------ | ------ | ------ | ------ | ------ | ------ | ------ | --- |
| Serie A               | 78    | 19      | 13      | 4       | 2       | 43      | 15      | 19           | 10           | 5            | 4            | 34           | 24           | 38     | 23     | 9      | 6      | 77     | 39     | +38 |
| Coppa Italia          | -     | 3       | 3       | 0       | 0       | 7       | 1       | 1            | 0            | 0            | 1            | 2            | 3            | 5      | 4      | 0      | 1      | 12     | 5      | +7  |
| UEFA Champions League | 12    | 3       | 3       | 0       | 0       | 7       | 3       | 3            | 1            | 0            | 2            | 3            | 6            | 6      | 4      | 0      | 2      | 10     | 9      | +1  |
| UEFA Europa League    | -     | 2       | 1       | 1       | 0       | 5       | 3       | 2            | 0            | 1            | 1            | 0            | 1            | 4      | 1      | 2      | 1      | 5      | 4      | +1  |
| Totale                | -     | 27      | 20      | 5       | 2       | 62      | 22      | 25           | 11           | 6            | 8            | 39           | 34           | 53     | 32     | 11     | 10     | 104    | 57     | +47 |

### Andamento in campionato
| Giornata  | 1 | 2 | 3 | 4 | 5 | 6 | 7 | 8 | 9 | 10 | 11 | 12 | 13 | 14 | 15 | 16 | 17 | 18 | 19 | 20 | 21 | 22 | 23 | 24 | 25 | 26 | 27 | 28 | 29 | 30 | 31 | 32 | 33 | 34 | 35 | 36 | 37 | 38 |
| --------- | - | - | - | - | - | - | - | - | - | -- | -- | -- | -- | -- | -- | -- | -- | -- | -- | -- | -- | -- | -- | -- | -- | -- | -- | -- | -- | -- | -- | -- | -- | -- | -- | -- | -- | -- |
| Luogo     | C | T | C | T | C | T | C | T | C | T  | C  | T  | C  | T  | C  | C  | T  | C  | T  | T  | C  | T  | C  | T  | C  | T  | C  | T  | C  | T  | C  | T  | C  | T  | T  | C  | T  | C  |
| Risultato | V | V | V | V | N | V | V | P | V | V  | V  | P  | P  | V  | N  | V  | N  | V  | V  | N  | N  | P  | V  | V  | N  | N  | V  | V  | P  | V  | V  | P  | V  | N  | N  | V  | V  | V  |
| Posizione | 1 | 1 | 1 | 2 | 3 | 2 | 2 | 2 | 2 | 2  | 2  | 3  | 3  | 3  | 3  | 3  | 3  | 3  | 3  | 3  | 3  | 3  | 3  | 3  | 3  | 3  | 3  | 3  | 3  | 3  | 3  | 3  | 3  | 3  | 3  | 3  | 3  | 3  |

Fonte:  Serie A – Classifiche, su sport.sky.it, Sky Sport. URL consultato il 7 settembre 2013 (archiviato dall'url originale l'11 settembre 2014).
Legenda:

Luogo: C = Casa; T = Trasferta. Risultato: V = Vittoria; N = Pareggio; P = Sconfitta.

### Statistiche dei giocatori
In corsivo i calciatori ceduti a stagione in corso.
| Giocatore     | Serie A  | Serie A | Serie A     | Serie A    | Coppa Italia | Coppa Italia | Coppa Italia | Coppa Italia | Champions League | Champions League | Champions League | Champions League | Europa League | Europa League | Europa League | Europa League | Totale   | Totale | Totale      | Totale     |
| Giocatore     | Presenze | Reti    | Ammonizioni | Espulsioni | Presenze     | Reti         | Ammonizioni  | Espulsioni   | Presenze         | Reti             | Ammonizioni      | Espulsioni       | Presenze      | Reti          | Ammonizioni   | Espulsioni    | Presenze | Reti   | Ammonizioni | Espulsioni |
| ------------- | -------- | ------- | ----------- | ---------- | ------------ | ------------ | ------------ | ------------ | ---------------- | ---------------- | ---------------- | ---------------- | ------------- | ------------- | ------------- | ------------- | -------- | ------ | ----------- | ---------- |
| R. Albiol     | 32       | 1       | 5           | 0          | 5            | 0            | 2            | 0            | 6                | 0                | 1                | 0                | 3             | 0             | 0             | 0             | 46       | 1      | 8           | 0          |
| P. Armero     | 14       | 0       | 1           | 0          | 0            | 0            | 0            | 0            | 4                | 0                | 0                | 0                | -             | -             | -             | -             | 18       | 0      | 1           | 0          |
| D. Bariti     | 2        | 0       | 0           | 0          | 1            | 0            | 0            | 0            | -                | -                | -                | -                | -             | -             | -             | -             | 3        | 0      | 0           | 0          |
| V. Behrami    | 21       | 0       | 3           | 0          | 3            | 0            | 0            | 0            | 6                | 0                | 1                | 0                | 3             | 0             | 2             | 0             | 33       | 0      | 6           | 0          |
| M. Britos     | 16       | 1       | 8           | 0          | 1            | 0            | 0            | 0            | 2                | 0                | 1                | 0                | 3             | 0             | 0             | 0             | 22       | 1      | 9           | 0          |
| J. Callejón   | 37       | 15      | 7           | 0          | 5            | 3            | 1            | 0            | 6                | 2                | 0                | 0                | 4             | 0             | 0             | 0             | 52       | 20     | 8           | 0          |
| P. Cannavaro  | 4        | 0       | 0           | 1          | 0            | 0            | 0            | 0            | 0                | 0                | 0                | 0                | -             | -             | -             | -             | 4        | 0      | 0           | 1          |
| R. Colombo    | 1        | -0      | 0           | 0          | 0            | 0            | 0            | 0            | 0                | 0                | 0                | 0                | 0             | 0             | 0             | 0             | 1        | 0      | 0           | 0          |
| T. Doblas     | 2        | -2      | 0           | 0          | 0            | 0            | 0            | 0            | -                | -                | -                | -                | -             | -             | -             | -             | 2        | -2     | 0           | 0          |
| B. Džemaili   | 24       | 6       | 4           | 0          | 1            | 0            | 0            | 0            | 3                | 0                | 1                | 0                | 1             | 0             | 0             | 0             | 29       | 6      | 5           | 0          |
| F. Fernández  | 26       | 0       | 5           | 1          | 4            | 0            | 0            | 0            | 5                | 0                | 3                | 0                | 1             | 0             | 0             | 0             | 36       | 0      | 8           | 1          |
| F. Ghoulam    | 15       | 0       | 1           | 1          | 3            | 0            | 0            | 0            | -                | -                | -                | -                | 3             | 0             | 0             | 0             | 21       | 0      | 1           | 1          |
| M. Hamšík     | 28       | 7       | 2           | 0          | 5            | 0            | 0            | 0            | 4                | 0                | 0                | 0                | 4             | 0             | 1             | 0             | 41       | 7      | 3           | 0          |
| Henrique      | 11       | 1       | 2           | 0          | 2            | 0            | 0            | 0            | -                | -                | -                | -                | 4             | 0             | 1             | 0             | 17       | 1      | 3           | 0          |
| G. Higuaín    | 32       | 17      | 6           | 0          | 5            | 2            | 1            | 0            | 5                | 4                | 1                | 0                | 4             | 1             | 0             | 0             | 46       | 24     | 8           | 0          |
| G. Inler      | 32       | 2       | 6           | 0          | 5            | 0            | 1            | 1            | 5                | 1                | 0                | 0                | 3             | 1             | 1             | 0             | 45       | 4      | 8           | 1          |
| L. Insigne    | 36       | 3       | 2           | 0          | 5            | 3            | 0            | 0            | 6                | 2                | 1                | 0                | 4             | 1             | 1             | 0             | 51       | 9      | 4           | 0          |
| Jorginho      | 15       | 0       | 4           | 0          | 4            | 1            | 1            | 0            | -                | -                | -                | -                | -             | -             | -             | -             | 19       | 1      | 5           | 0          |
| I. Łasicki    | 1        | 0       | 0           | 0          | 0            | 0            | 0            | 0            | -                | -                | -                | -                | -             | -             | -             | -             | 1        | 0      | 0           | 0          |
| C. Maggio     | 22       | 0       | 3           | 1          | 4            | 0            | 1            | 0            | 5                | 0                | 0                | 0                | 2             | 0             | 1             | 0             | 33       | 0      | 5           | 1          |
| D. Mertens    | 33       | 11      | 4           | 0          | 4            | 2            | 0            | 0            | 6                | 0                | 1                | 0                | 4             | 0             | 0             | 0             | 47       | 13     | 5           | 0          |
| G. Mesto      | 11       | 0       | 2           | 0          | 0            | 0            | 0            | 0            | 3                | 0                | 0                | 0                | -             | -             | -             | -             | 14       | 0      | 2           | 0          |
| G. Pandev     | 29       | 7       | 3           | 0          | 3            | 0            | 0            | 0            | 5                | 0                | 1                | 0                | 4             | 1             | 0             | 0             | 41       | 8      | 4           | 0          |
| J. Radošević  | 8        | 0       | 2           | 0          | 1            | 0            | 0            | 0            | 0                | 0                | 0                | 0                | -             | -             | -             | -             | 9        | 0      | 2           | 0          |
| Rafael        | 8        | -8      | 0           | 0          | 1            | -1           | 0            | 0            | 1                | -0               | 0                | 0                | 1             | -0            | 0             | 0             | 11       | -9     | 0           | 0          |
| J. Reina      | 30       | -29     | 0           | 0          | 4            | -4           | 1            | 0            | 5                | -9               | 0                | 0                | 4             | -4            | 0             | 0             | 43       | -46    | 1           | 0          |
| A. Réveillère | 13       | 0       | 1           | 0          | 3            | 0            | 0            | 0            | -                | -                | -                | -                | 2             | 0             | 1             | 0             | 18       | 0      | 2           | 0          |
| B. Uvini      | 1        | 0       | 0           | 0          | 0            | 0            | 0            | 0            | 0                | 0                | 0                | 0                | 0             | 0             | 0             | 0             | 1        | 0      | 0           | 0          |
| D. Zapata     | 16       | 5       | 2           | 0          | 1            | 0            | 0            | 0            | 3                | 1                | 0                | 0                | 2             | 1             | 0             | 0             | 22       | 7      | 2           | 0          |
| J. Zúñiga     | 6        | 0       | 0           | 0          | 0            | 0            | 0            | 0            | 2                | 0                | 0                | 0                | 0             | 0             | 0             | 0             | 8        | 0      | 0           | 0          |